# 東貝塞爾 (明尼蘇達州)
東貝塞爾（英語：East Bethel）是一個位於美國明尼蘇達州安諾卡縣的城市。

## 人口
根據2020年美國人口普查的數據，東貝塞爾的面積為123.52平方千米，當中陸地面積為115.46平方千米，而水域面積為8.06平方千米。當地共有人口11786人，而人口密度為每平方千米95人。